# Ryuzo Shimizu
Ryuzo Shimizu (Japó, 30 de setembre de 1902), és un exfutbolista japonès.

## Selecció japonesa
Ryuzo Shimizu va disputar 2 partits amb la selecció japonesa.